# Piazza dei Cavalleggeri
Piazza dei Cavalleggeri si trova a Firenze affacciata sull'Arno, tra il Lungarno delle Grazie e il Lungarno della Zecca Vecchia, con accesso anche da Corso Tintori e via Tripoli.

## Storia
La piazza, che è stata definita "una sorta di terrazza al contrario, rispetto all'Arno, che vive tutta sull'imponente edificio della Biblioteca Nazionale" (costruito nel 1911-1935), ha una storia molto antica, solo in parte rievocata dal suo nome.
Già di proprietà del convento di Santa Croce, tutta l'area fu ceduta nel 1572, su concessione di Gregorio XIII per l'arcivescovo di Firenze, al granduca Ferdinando I de' Medici, in cerca di spazi per una caserma di cavalleria leggera. Sulle macerie di questa caserma sorse poi la biblioteca, dal 1911; la piazza era stata dedicata ai cavalleggeri fin dalla delibera del 25 novembre 1876.
Originariamente di dimensioni più limitate delle attuali, la piazza fu ampliata in concomitanza del grande cantiere della Biblioteca Nazionale Centrale aperto nel 1909 (che peraltro portò alla demolizione della caserma), in modo da consentire di apprezzare la monumentale facciata di quest'ultima, e questo operando essenzialmente a danno del palazzo Guasconi posto tra il lungarno delle Grazie e corso dei Tintori, che fu significativamente arretrato da questo lato. Viste le complesse vicende del cantiere della biblioteca, probabilmente non si arrivò a una sistemazione definitiva se non negli anni venti del Novecento, o almeno così sembrano indicare le carte cittadine.
Dopo l'alluvione del 1966, che danneggiò implacabilmente la biblioteca e i suoi fondi librari, si propose di intitolare la piazza agli Angeli del fango, i volontari che proprio in quei giorni avevano offerto il loro aiuto agli alluvionati e al patrimonio cittadino, a partire proprio dal salvataggio dal fango dei volumi della biblioteca. Tale proposta non andò in porto, ma un anno dopo, nel 1967, fu scoperta una lapide sotto il portico dell'istituzione.

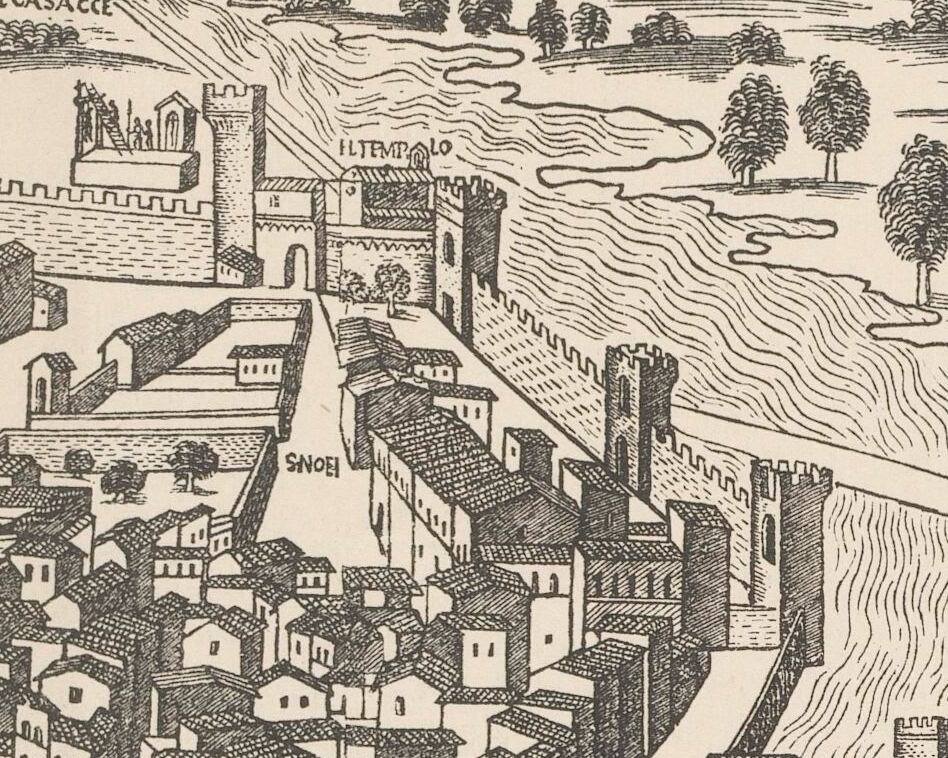
La zona nella pianta della Catena
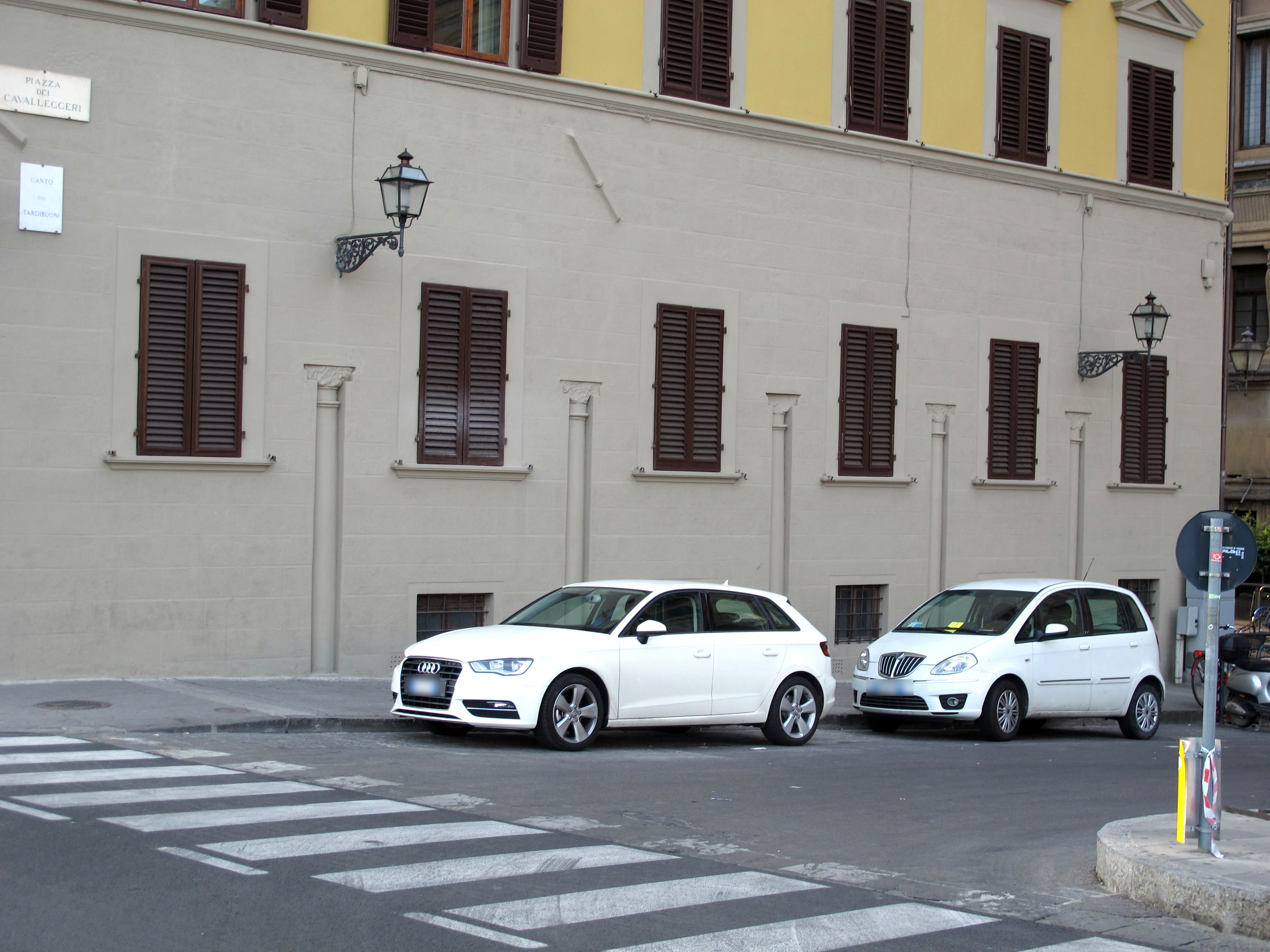
La loggetta tamponata di palazzo Guasconi

## Descrizione
Per consentire la gestione del traffico veicolare che qui trova una porta a controllo telematico di accesso alla Z.T.L., la piazza è stata tagliata diagonalmente da una carreggiata, limitata verso l'Arno da una piazzola in cemento, e dal lato della biblioteca da una zona per la sosta degli autoveicoli, per cui in questo caso il termine piazza ha del tutto perso la connotazione di spazio di incontro e di relazione.

### Edifici
| Immagine | N°   | Nome                                     | Descrizione |
| -------- | ---- | ---------------------------------------- | --- |
|          | 1    | Biblioteca Nazionale Centrale di Firenze | L'edificio sorge su una vasta area già segnata da varie fabbriche del complesso di Santa Croce e dalla caserma dei Cavalleggeri, individuata nel 1900 per erigere la nuova sede della Biblioteca Nazionale, già presso il palazzo dei Giudici. La tormentata vicenda della sua costruzione ha inizio con un concorso nazionale reso pubblico nel 1902 che individuò nel 1905 come vincitore il progetto dell'architetto Cesare Bazzani. Nel 1909 vennero demolite le vecchie caserme e l'infermeria dei frati, nel 1914 aperta la nuova strada delimitante l'edificio ad ovest (attuale via Magliabechi), ma subito dopo i lavori dovettero essere sospesi per il sopraggiunto conflitto mondiale. L'attività del cantiere riprese con vigore solo con l'avvento del regime fascista, di modo che nel 1929 fu inaugurato un primo corpo, corrispondente alla tribuna dantesca e galileiana posta in angolo tra le due vie, mentre le sale di lettura vennero collocate provvisoriamente nel locale della libreria del convento di Santa Croce. Il 30 ottobre 1935 l'intero complesso fu finalmente inaugurato, ma subito risultò carente riguardo ad alcune funzioni, anche a causa della mancata realizzazione di un'ulteriore porzione della fabbrica, prevista dal progetto Bazzani, che avrebbe dovuto saldare l'ala ovest dell'edificio con il complesso del chiostro della basilica francescana. Tale porzione fu realizzata soltanto nel 1962 su progetto dell'architetto Velio Mazzei, e tuttavia risultò subito chiaro che nelle continue revisioni del progetto (sia per motivi economici sia per questioni formali) non si era tenuto di conto delle molteplici e complesse funzioni della struttura. |
|          | 2    | Casa Bigongiari                          | In angolo con via Tripoli, l'edificio mostra verso piazza Cavalleggeri la nuova facciata realizzata a seguito dell'atterramento della porzione dell'antico fabbricato che un tempo avanzava sull'attuale piazza, saldandosi con gli edifici che prospettano sul lungarno della Zecca Vecchia. Tale demolizione è da datarsi al 1909, legata com'è all'erezione della nuova sede della Biblioteca Nazionale Centrale e alla creazione dello spiazzato antistante il complesso. Nonostante si debbano quindi datare le facciate al secondo decennio del Novecento, queste si presentano in assoluta continuità con la tradizione ottocentesca ed escludono qualsiasi riferimento alle novità del primo Novecento. In questa casa ebbe lo studio tra il 1942 e il 1980 il pittore Ugo Capocchini (lo ricorda una lapide posta alla destra del portone d'ingresso) e il poeta e storico della letteratura Piero Bigongiari, che qui morì nel 1997 (lapide a sinistra). |
|          | s.n. | Palazzo Guasconi                         | Il palazzo (che Emilio Bacciotti dice fondato su una casa di proprietà dell'umanista Cristoforo Landino) è a lungo appartenuto alla famiglia Guasconi, nota per le innumerevoli cariche pubbliche rivestite nel governo della città. Nel suo momento di massima espansione guardava in direzione dell'attuale piazza dei Cavalleggeri con un ulteriore volume segnato da una loggia, distrutta nel 1909 per far spazio alle sistemazioni dell'area legate all'erezione della Biblioteca Nazionale: i restauri, condotti successivamente all'alluvione del 1966, hanno riportato alla luce le cinque colonne inglobate nella muratura che oggi determina il nuovo fronte. |

### Lapidi
Nel portico d'ingresso della biblioteca si trova una targa dettata da Bruno Migliorini che ricorda gli Angeli del fango, i volontari che operarono per salvare il patrimonio fiorentino dopo l'alluvione di Firenze:
| IN QVESTA BIBLIOTECA E ALTROVE IN FIRENZE DOVE L'ALLVVIONE DEL NOVEMBRE 1966 PIÙ AVEVA IMPERVERSATO NVMEROSI GIOVANI ITALIANI E STRANIERI TRA L'ACQVA E IL FANGO CON GENEROSA ABNEGAZIONE RECARONO AIVTO |

Sulla casa già del pittore Ugo Capocchini si legge:
| QUI DAL 1942 AL 1980 EBBE LO STUDIO UGO CAPOCCHINI PITTORE CHE IN FIGURE MODERNE INFUSE ANTICA GRAZIA IL COMUNE POSE L'ANNO 1985 |

Accanto, nel 2016, è stata collocata dal Comune un'altra lapide dedicata a Piero Bigongiari:
| RISALÌ L'ARNO E VISSE IN QUESTA CASA DALLA SECONDA GUERRA ALLA FINE DELLE TRACCE SALVATO DALLE ACQUE E DAL FUOCO IL POETA PIERO BIGONGIARI 1914 - 1997 GABBIANO O CORVO BIANCO ANCORA GRIDA NEL CIELO REALE E IMMAGINARIO IL COMUNE DI FIRENZE POSE NELL'ANNO 2016 PER IL 50° ANNIVERSARIO DELL'ALLUVIONE |